# Nizozemština
Nizozemština je západogermánský jazyk, kterým hovoří jako svou mateřštinou nebo kulturním jazykem asi 24 milionů lidí na celém světě. Někdy se používá nepřesné označení holandština, které může označovat i dialekty provincií Severní a Jižní Holandsko. Vlámština je naproti tomu souhrnný pojem pro mluvenou nizozemštinu ve Vlámsku. Pro spisovnou nizozemštinu existuje jednotná norma. Základem jazyka bylo dolnofranské nářečí, ze kterého se tento jazyk vyvíjel již před 12. stol. V lexikologii i morfologii má hodně společných znaků s němčinou, liší se od ní ale zejména ve výslovnosti a pravopisu.

## Rozšíření

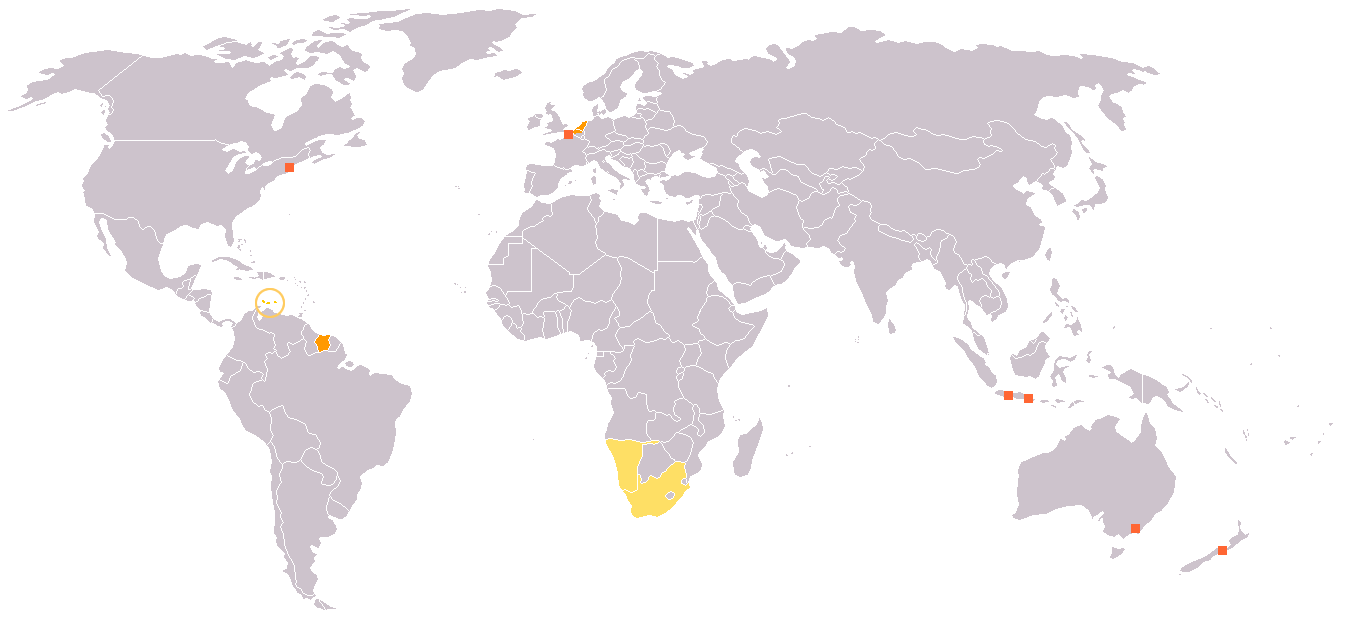
rozšíření nizozemštiny:
úřední jazyk
druhý nebo neoficiální jazyk
nizozemská menšina

Nizozemštinou se hovoří:
- v Nizozemsku (14 mil. mluvčích)
- v severní Belgii – Vlámsku (5,6 mil. mluvčích – zhruba 60 % obyvatel) – úřední jazyk vedle francouzštiny a němčiny
- v severní Francii – departement Nord-Pas-de-Calais – jazyk vlámské menšiny
- mimo Evropu (asi 5 mil. mluvčích)
  - na ostrovech Aruba, Bonaire, Curaçao, Saba, Svatý Eustach a Svatý Martin (Nizozemské Antily)
  - v Surinamu
  - v Indonésii

V Jižní Africe se z nizozemštiny vyvinul samostatný jazyk, afrikánština. Oba jazyky jsou dodnes do značné míry vzájemně srozumitelné.

## Historie
Předpokládá se, že nizozemština začala vznikat někdy kolem roku 700 z různých dialektů existujících na území Nizozemska, zejména dolnofranského původu. Standardizační proces začal ve středověku pod vlivem burgundského vévodského dvora v Dijonu (a od roku 1477 v Bruselu).
Nejstarší známý text je věta „Hebban olla vogala nestas hagunnan, hinase ic enda tu, wat unbidan we nu“ („Všichni ptáci si již dělají hnízda, kromě mne a tebe, na co čekáme?“) Napsal ji vlámský mnich v klášteře v anglickém Rochesteru.
Zpočátku byla nejvlivnější nářečí z Flander a Brabantu. V roce 1618 byl sestaven překlad Bible, a aby mu mohli rozumět obyvatelé celé země, byl napsán v nově vytvořeném jednotném jazyce. Ten obsahoval prvky mnoha nářečí, ale jeho jádro tvoří dialekty z Holandska.

## Nářečí

Mapa nizozemských dialektů

V zásadě lze nářečí rozdělit do dvou skupin, nizozemská a vlámská. Vlámština se vyslovuje jemněji, měkčeji a nizozemština ze severu zní Vlámům tvrdě až arogantně.[zdroj⁠?!] Vlámština má také větší tendenci k využívání starší slovní zásoby.

## Abeceda a výslovnost
Nizozemština se píše latinkou. Nizozemská abeceda obsahuje písmena v následujícím pořadí:
| velké:      | A | B | C   | D | E | Ë | F | G  | H | I | Ï  | J | K | L | M | N | O | P | Q | R | S | T | U | V | W | X | Ĳ  | Y | Z |
| malé:       | a | b | c   | d | e | ë | f | g  | h | i | ï  | j | k | l | m | n | o | p | q | r | s | t | u | v | w | x | ĳ  | y | z |
| výslovnost: | a | b | s/k | d | e | e | f | ch | h | i | ji | j | k | l | m | n | o | p | k | r | s | t | ü | f | v | x | ej | i | z |

Souhlásky
- C se ve slovech cizího původu čte S před E a I, jinak K. Písmeno se v domácích slovech používá jen ve spřežkách, hlásky S, K se zapisují těmito písmeny.
- CH a G se oboje čtou CH, Nizozemština standardně tvrdě (harde G) jako zadní (uvulární) CH, ve Vlámštině a dialektech na jih od Velkých řek Rýnu a Mázy měkce (zachte G) jako v češtině nebo ještě měkčeji – palatalizovaně (ç, ʝ). V přejatých slovech se CH může číst jako Š nebo Č, podobně G může přejímat původní výslovnost.
- J se čte jako v češtině s výjimkou některých přejatých slov, kde měkčí předchozí souhlásku: SJ, ZJ, TJ, DJ se čte Š, Ž, Č, DŽ.
- NG se čte jako zadní N, jako v angličtině a -n- v českém slově banka.
- N na konci slova se často polyká, není slyšet.
- R je hrdelnější než české. Nachází se někde mezi německým R a CH.
- SCH se čte SCH (schody), nikoli jako v němčině Š; i když v některých oblastech Nizozemska lze na „německou“ výslovnost také narazit. V příponě –SCH(E) se vyslovuje jen jako S (např. technisch čti [technis]).
- TIE na konci slova se čte SÍ nebo CÍ: atractie se vyslovuje [atraksí].
- V se vyslovuje někde mezi českým V a F.
- W je blíže našemu V. Na rozdíl od angličtiny se W nečte se zaokrouhlenými rty jako polské Ł.
- V písmu zdvojené souhlásky se ve výslovnosti nezdvojují, mohou však způsobit uzavřenost (= krátkost) předcházející slabiky, viz níže. Nizozemština píše zdvojené KK, nikoli pravopis ck užívaný angličtinou, němčinou a švédštinou.

Samohlásky
- Nizozemské samohlásky se dělí na krátké a dlouhé (Nizozemci říkají krátkým matné, dlouhým jasné). V otevřených (tj. nekončících souhláskou) přízvučných slabikách je samohláska dlouhá, aniž by to bylo vyjádřeno pravopisem (tj. např. Breda se čte [bréda]). V ostatních případech je délka samohlásky vyznačena (např. meer se vyslovuje [mér]).
- AA se čte Á.
- IE se čte Í.
- IË se čte IjE (trema).
- Krátké E se čte spíše jako neurčitá samohláska, která vznikne, když vyslovíme např. české neslabičné předložky k, s, v, z bez následujícího podstatného jména a odmyslíme si počáteční souhlásku.
- EE se čte É.
- EI se čte EJ.
- OO se čte Ó.
- OE se čte U.
- OU(W) i AU(W) se čte AU. Např. Gouda se čte [chauda].
- UU se vyslovuje mezi českým Ú a Ý, podobně jako dlouhé německé Ü. Výslovnost krátkého U kolísá od Ü ([ütrecht]) přes Ö až po neurčitou samohlásku (vyskytuje se v názvech českých písmen B, C…).
- UI se vyslovuje přibližně jako ÖJ nebo jako neurčitá samohláska + J. Tedy skoro jako Ai
- Ĳ se čte EJ. Je to samostatné písmeno řazené před Y, má svůj kód v unikódu (velké 306, malé 307, tj. hex U+0132, resp. U+0133), v případě potřeby se však přepisuje pomocí I a J. Od spřežek jako CH se však liší tím, že na začátku vlastních jmen je „celé velké“ — např. IJsland.

## Gramatika
- Rozlišuje se určitý (de, het) a neurčitý člen („een“).
- Nizozemština má pouze „obecný“ pád, i genitiv se většinou opisuje.
- Slovesa rozlišují 2 prosté a 6 složených časů.
- Slovosled je podobný němčině, pořadí sloves je méně striktní.

## Slovní zásoba
Nejvíce cizích vlivů ve slovní zásobě je německých, běžné jsou i vlivy francouzské, pocházející z období francouzské nadvlády – „niveau“, „cadeau“. V posledních letech je největší množství nových výrazů přebíráno z angličtiny a to zejména v obchodním styku. V některých případech dochází k „poholandšťování“ přejatých sloves („to check“ – „checken“) i k tvorbě nových sloves z přejatých podstatných jmen (př. „volleyball“ – „volleyballen“).

## Příklady

### Číslovky
| Nizozemsky | Belgickonizozemsky | Česky |
| één        | één                | jedna |
| twee       | twee               | dvě   |
| drie       | drie               | tři   |
| vier       | vier               | čtyři |
| vijf       | vijf               | pět   |
| zes        | zes                | šest  |
| zeven      | zeven              | sedm  |
| acht       | acht               | osm   |
| negen      | negen              | devět |
| tien       | tien               | deset |

## Vzorový text
Otčenáš (modlitba Páně):
Onze Vader die in de hemelen zijt,
Uw Naam worde geheiligd.
Uw koninkrijk kome,
Uw wil geschiede, gelijk in de hemel alzo ook op de aarde.
Geef ons heden ons dagelijks brood.
En vergeef ons onze schulden,
gelijk ook wij vergeven onze schuldenaren.
En leid ons niet in verzoeking,
maar verlos ons van de boze. Amen.

### Všeobecná deklarace lidských práv
Pro srovnání nizozemštiny s němčinou je text uveden v obou jazycích.
| nizozemsky | Alle mensen zijn vrij en gelijk in waardigheid en rechten geboren. Zij zijn met verstand en geweten begiftigd, en zullen elkander in een geest van broederschap te bejegenen. (Výslovnost: /*rr =ráčkování/ Ale mensn zejn frej en ch-lejk in wárdichhejd enrechten ch-bóren. Zej zejn met f-rstand en chevejte bechiftichd , en zülen elkandr, in én chést fan brrůdrschap t bejechene. |
| německy    | Alle Menschen sind frei und gleich an Würde und Rechten geboren. Sie sind mit Vernunft und Gewissen begabt und sollen einander im Geist der Brüderlichkeit begegnen. |
| česky      | Všichni lidé se rodí svobodní a sobě rovní co do důstojnosti a práv. Jsou nadáni rozumem a svědomím a mají spolu jednat v duchu bratrství. |